# Departamentul Bouza
Departamentul Bouza este un departament din  regiunea Tahoua, Niger, cu o populație de 277.782 locuitori (2001).